# Karin Slaughter
Karin Slaughter, (født 6. januar 1971 i Georgia), er en amerikansk krimiforfatter. Hendes første roman, Mord for øje (2001), blev en kæmpe international succes og blev oversat til næsten 30 sprog, og blev nomineret til Crime Writer's Association Dagger Award, for bedste thriller debut i 2001. Bortført, anden bog i serien om Will Trent, var en bestseller i blandt andet Storbritannien, Holland og Australien. I alt har Karin Slaughter solgt mere end 16 millioner bøger over hele verden.